# Chamoli Gopeshwar
Chamoli Gopeshwar là một thị xã của quận Chamoli thuộc bang Uttaranchal, Ấn Độ.

## Nhân khẩu
Theo điều tra dân số năm 2001 của Ấn Độ, Chamoli Gopeshwar có dân số 19.855 người. Phái nam chiếm 56% tổng số dân và phái nữ chiếm 44%. Chamoli Gopeshwar có tỷ lệ 81% biết đọc biết viết, cao hơn tỷ lệ trung bình toàn quốc là 59,5%: tỷ lệ cho phái nam là 85%, và tỷ lệ cho phái nữ là 75%. Tại Chamoli Gopeshwar, 10% dân số nhỏ hơn 6 tuổi.